# Horb am Neckar
Horb am Neckar è una città tedesca di 25 752 abitanti, situata nel land del Baden-Württemberg.

## Geografia fisica
La città è situata lungo il fiume Neckar, tra Offenburg che si trova ad ovest (a circa 56 km) e Tubinga a est (a circa 29 km).
Horb si estende fino al margine nord della Foresta Nera giusto al di là della confluenza del fiume Grabenbach con il fiume Neckar.
La graziosa cittadina vecchia si presenta con un castello con i suoi giardini e con un mercato in piazza, dove è anche posizionato il municipio.

## Storia
Dal 1º gennaio 1981 Horb am Neckar ha ricevuto lo status di Große Kreisstadt.

### Comunità
Oltre la città principale di Horb, la municipalità include diverse comunità che sono riconosciute dalla riforma del governo locale Baden-Württemberg fatta negli anni del 1970.
Le comunità sono: Ahldorf, Altheim, Betra, Bildechingen, Bittelbronn, Dettensee, Dettingen, Dettlingen, Dießen, Grünmettstetten, Ihlingen, Isenburg, Mühlen, Mühringen, Nordstetten, Obertalheim, Rexingen, Untertalheim. Ci sono anche altri distretti con nomi differenti come Hohenberg e Haugenstein, ma non sono riconosciute formalmente.

## Amministrazione

### Gemellaggi
- Salins-les-Bains, dal 1991
- Haslemere, dal 1991
- Sant Just Desvern, dal 1999